# 0-5-0

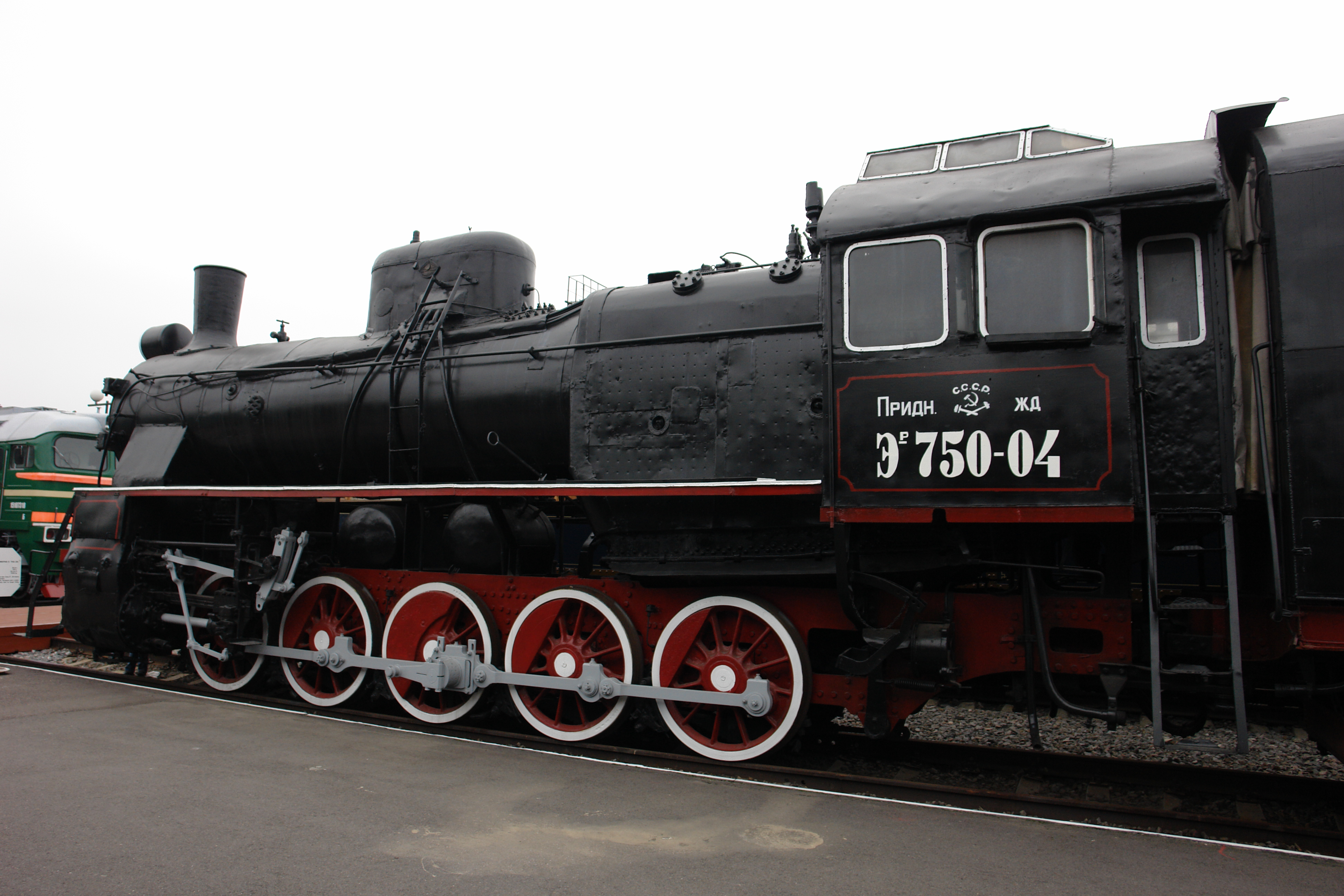
Паровоз серії Э^{р} тип 0-5-0

Тип 0-5-0 — паровоза з п'ятьма рушійними осями в одній жорсткій рамі. Вперше на залізницях СРСР паровози такого типу з'явились в 1912 році (паровози типу 1-5-0 — в 1895 році).
Інші варіанти запису:
- Американський — 0-10-0
- Французький — 050
- Німецький — E

## Види паровозів 0-5-0
Російські вантажні паровози серії Е, трофейні німецькі танк-паровози.